# Пламенный (эсминец)
«Пла́менный» —эскадренный миноносец проекта 56 (кодовое обозначение НАТО — «Kotlin class destroyer»).

## История строительства
Зачислен в списки флота 29 апреля 1954 года. Заложен на ССЗ № 445 в Николаеве 3 сентября 1955 года (строительный № 1208), спущен на воду 26 октября 1956 года, принят флотом 31 августа 1957 года, 21 сентября «Пламенный» вступил в состав советского флота.

## Особенности конструкции
Эскадренный миноносец вступил в строй с обтекателями гребных валов, одним балансирным рулём, фок-мачтой новой, облегчённой и усиленной конструкции и с РЛС «Фут-Н» (вместо РЛС «Риф»). Перед передачей корабля флоту на нём были усилены конструкции носовой надстройки. При проведении модернизации по проекту 56-ПЛО на «Пламенном» заменили РЛС «Якорь-М» на РЛС «Якорь-М2». В период среднего ремонта (1975—1979) корабль оснастили РЛС «Дон» (с антенным постом на фок-мачте) и системой обнаружения торпедного следа МИ-110К. На средней надстройке в районе кормового дымового кожуха были установлены четыре спаренные 25-мм АУ 2М-ЗМ, на корабле оборудовали закрытый ходовой мостик.

## Служба
С 21 сентября 1957 года в составе Черноморского флота ВМФ СССР. В 1958 году «Пламенный» находился на учениях, в следующем году отрабатывал в море боевые задачи; в 1960 году находился на учениях. В период с 18 января 1961 по 4 июня 1962 года эсминец прошёл модернизацию по проекту 56-ПЛО.
В 1963 году эсминец находился на учениях, в период с 20 по 26 августа 1964 года «Пламенный» вместе с крейсером «Дзержинский» (под флагом вице-адмирала Г. К. Чернобая) нанёс визит в Констанцу (Румыния). В июле 1965 года совместно с крейсером «Михаил Кутузов» занимался совместной отработкой огневой поддержки десанта. 7 января 1966 года корабль вышел из Севастополя на празднование Дня ВМС Эфиопии; с 14 по 18 января находился в Массауа. В течение 1—31 июня и 1 августа—31 декабря 1968 года «Пламенный» обеспечивал советское военное присутствие в Египте, с 9 по 10 июля заходил в Порт-Саид и Александрию; по итогам года эсминец завоевал два первых приза по ВМФ — за минную и противолодочную подготовку, признан лучшим кораблём на Черноморском флоте.
31 марта 1969 года «Пламенный» был перечислен в состав 21-й БПЛК. В апреле 1970 года принял участие в манёврах «Океан», с 1 июня в составе 11-й БПЛК 30-й дивизии противолодочных кораблей. В январе-мае 1971 года нёс боевую службу в Средиземном море. Обеспечивал советское военное присутствие в Сирии в период с 5 по 24 октября 1973 года. В период с 30 июля 1975 по 31 июля 1979 года находился в ремонте на «Севморзаводе», после завершения ремонта переведён в резерв (в составе 80-й бригады кораблей резерва).
24 июня 1991 года приказом министра обороны СССР «Пламенный» был исключён из списков ВМФ СССР, разоружён в Донузлаве и 1 октября расформирован; брошен в Инкермане в полузатопленном и полуразобранном виде.Стоял после списания в Донузлаве на кладбище кораблей до полной разделки в 2012-2013 годах.

## Известные командиры
- 1957 - капитан 3-го ранга ? ? Соколовский (принимал корабль с Николаевского завода)
- 1966 — капитан 2-го ранга Ю. Л. Рысс[1],
- 1969—1972 — капитан 2-го ранга А. Ф. Савочкин [3, 4].

## Известные бортовые номера
В ходе службы эсминец сменил ряд следующих бортовых номеров:
- 1957 год — № 222;
- 1962 год — № 213;
- 1967 год — № 514;
- 1970 год — № 363;
- 1971 год — № 954;
- 1972 год — № 383;
- 1975 год — № 382;
- 1977 год — № 522;
- 1980 год — № 538;
- 1982 год — № 361;
- 1986 год — № 359.